# Richard Thomas Lowe
Pour les articles homonymes, voir Lowe.
Richard Thomas Lowe est un naturaliste britannique, né en 1802 et mort en 1874.

## Biographie
Il est diplômé au Christ's College de Cambridge en 1825 et entre alors dans les ordres. Il part à Madère en 1832 où il consacre son temps à l’étude de la flore et de la faune de l’archipel. En 1854, il devient recteur à Lea (Lincolnshire). Il meurt durant un naufrage près des Sorlingues. Il publie, de 1857 à 1872, une flore de Madère.